# Lia Hinten
Amelia Antonia Josepha (Lia) Louer-Hinten (Tilburg, 26 augustus 1942 - Dongen, 26 april 2021) was een Nederlandse atlete, die zich aanvankelijk specialiseerde in de horden en de meerkamp. In een latere fase van haar atletiekloopbaan stapte ze over op de 400 m. Zij behaalde zes nationale titels en vestigde diverse nationale records. Ze nam deel aan de Europese kampioenschappen en kwalificeerde zich tweemaal voor de Olympische Spelen, hoewel ze er één keer aan deelnam.

## Biografie

### Jeugdsport
Hinten maakte kennis met atletiek tijdens een jeugdolympiade voor ongetrainde schooljeugd. Ze won er de sprint- en springmeerkamp, zelfs nadat ze bij het hoogspringen in de landingsbak ongelukkig op een betonnen balk was terechtgekomen en haar linkerarm verbrijzelde. Een jaar lang moest ze revalideren; desondanks zou die arm haar gedurende haar verdere atletiekloopbaan blijven hinderen.
Als junioratlete blonk Lia Hinten, die lid was van de Tilburgse atletiekvereniging K. en K., in eerste instantie vooral uit op de sprint, het hordelopen en het verspringen. Op de 60 m horden en het verspringen vestigde ze nationale jeugdrecords.
Toen ze in 1960 op een dag na achttien was, reisde ze samen met een ouder lid van haar club naar Rome om daar de Olympische Spelen bij te wonen. "Het was de reis van mijn leven. Toen ik daar eenmaal op de tribune zat, heb ik gezegd: over vier jaar ben ik er zelf bij. Daar ga ik voor trainen", aldus Lia Louer-Hinten.

### Volwassen carrière
Als volwassene specialiseerde Hinten zich vooral in de 80 m horden en in mindere mate de vijfkamp. "Horden heb ik vanaf het begin fantastisch gevonden. Ik denk dat ik er ook de feeling voor had. Het lag me gewoon erg goed, maar ik heb er ook wel veel blauwe knieën aan opgelopen, ha-ha-ha."
Haar eerste nationale titel veroverde Lia Hinten in 1962, toen zij kampioene werd op die 80 m horden, de eerste van een ononderbroken serie van vier. Daarnaast werd zij in 1963 kampioene op de vijfkamp en won ze een jaar later nationaal goud op de 200 m. Ze verbeterde het wereldrecord horden van Fanny Blankers-Koen uit 1948 van 11,0 naar 10,9 seconden, gevolgd door 10,8 in 1964. Met name die eerste evenaring van het befaamde record van Fanny Blankers-Koen beschouwt zij als het eerste hoogtepunt van haar atletiekcarrière. Doordat in 1964 de hordehoogte werd aangepast van 76,2 naar 84 cm, is Hinten de laatste te boek staande recordhoudster op de lagere horden.

### Olympische Spelen 1964
In 1964 maakte Lia Hinten, precies zoals zij zich dit vier jaar eerder op die tribune in Rome had voorgenomen, deel uit van de Nederlandse ploeg naar de Olympische Spelen in Tokio. Japan vond ze overweldigend. "Het is zo iets geweldigs om mee te maken! Ik stond daar in dat immense stadion met de opening van die Olympische Spelen, zo'n groot stadion had ik nog nooit gezien. En al die mensen! Ik keek daar eens rond en dacht: verdorie nog aan toe, dat heb je toch maar even goed voor elkaar gekregen. Er gaat zó'n sfeer vanuit, er zijn zóveel landen, zoveel..., het is gewoon één verbroedering zeg maar, één feest."
Prestatief gezien werd Tokio een teleurstelling. Hinten kwam er uit op de vijfkamp. Bij een proefstartje voor het openingsnummer knalde ze hard met haar knie tegen een horde, wat haar een bloeduitstorting en een dikke knie bezorgde. Die zou haar voor de rest van de vijfkamp blijven hinderen. Ze behaalde op de 200 m een tijd van 24,5 seconden, waarmee ze, op Mary Rand na, de snelste was. Van de 21 vijfkampsters werd Lia veertiende. De individuele 80 m horden, waarop ze finalekansen had, moest ze door diezelfde knieblessure laten lopen. Lia: "Dat vond ik wel heel erg jammer, ja. Ik wilde zó graag een prestatie neerzetten! En dan stort dat in en denk je van: goh, heb ik hier nou vier jaar voor getraind?"

### Overstap naar 400 meter
In 1965 stapte ze op advies van haar toenmalige trainer Jan Blankers over op de 400 m. Naar eigen zeggen omdat de 80 m horden zo riskant is en omdat een kleine fout, bijvoorbeeld een slechte start, niet meer te herstellen is. Ook was er op dit nummer weinig strijd. De afstand was internationaal net ingevoerd en bood goede perspectieven voor grote buitenlandse wedstrijden. Hoewel ze op deze afstand nooit Nederlands kampioene werd, behaalde zij hierop internationaal haar beste resultaten. Bij de Europese kampioenschappen in Boedapest in 1966 was Lia Hinten van de drie Nederlandse deelneemsters de enige die de finale bereikte. Hierin werd zij met een tijd van 55,0 achtste. Een jaar later werd ze in Praag bij de Europese Indoor Spelen (voorloper van de latere Europese indoorkampioenschappen) op de 400 m tweede, hoewel het niveau van dit toernooi lager was dan in Boedapest. Hieraan voorafgaand had zij bij een indoorwedstrijd in Berlijn met 55,7 een Europees indoorrecord gelopen.

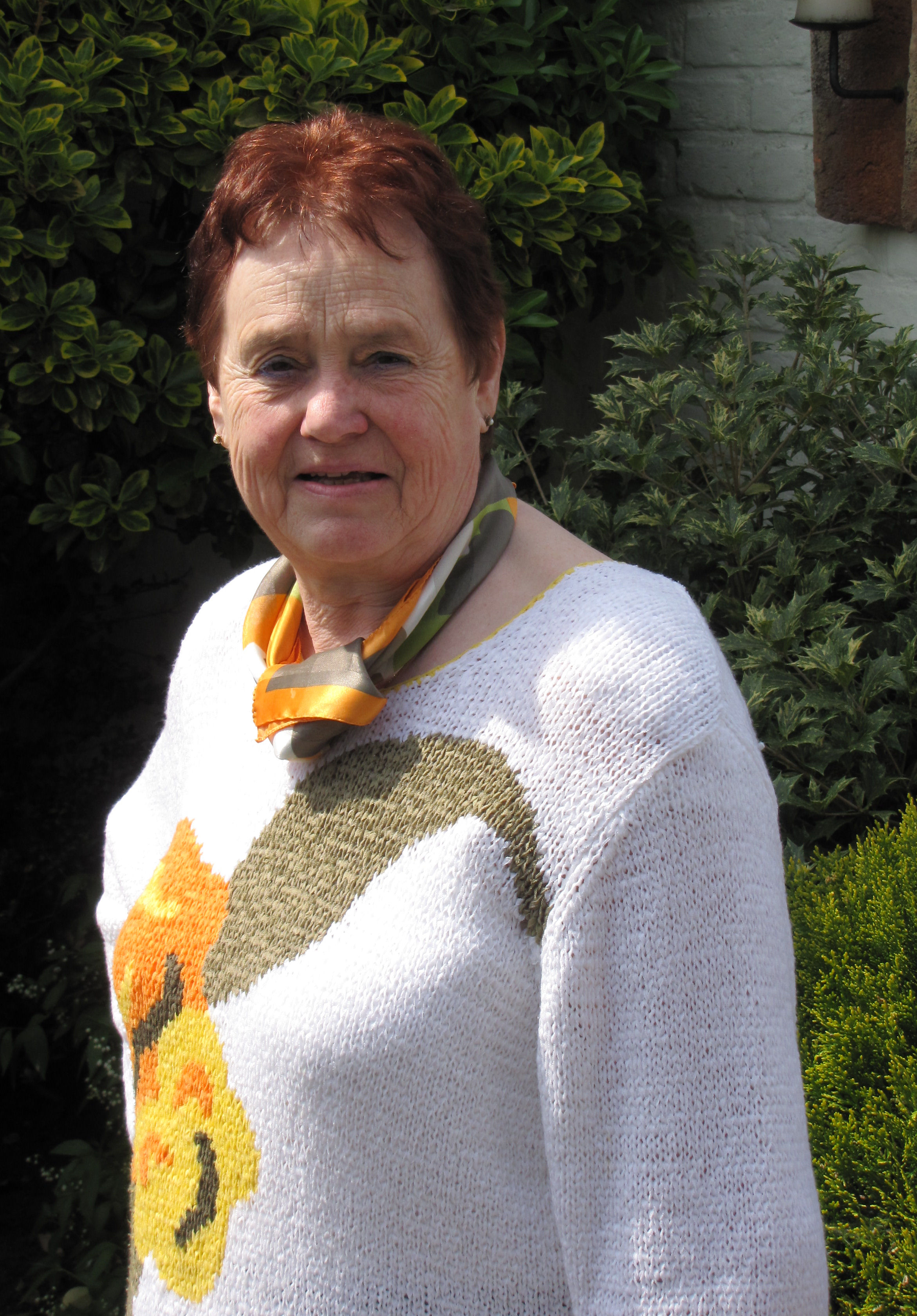
Lia Louer-Hinten, voorjaar 2010

### Einde sportcarrière
In het olympische jaar 1968 realiseerde Lia Louer-Hinten op de 400 m tweemaal een nationaal record. Nadat ze de in 1962 door Gerda Kraan en Tilly van der Zwaard gerealiseerde tijd van 53,7 had geëvenaard, verbeterde ze deze tijd kort voor de Olympische Spelen van Mexico naar 53,2 seconden. Met die prestatie stond ze vierde op de wereldranglijst en dus werd een finaleplaats tot de mogelijkheden geacht.
Zover zou het echter nooit komen. In Mexico kondigde Lia Louer-Hinten aan dat zij in verwachting was van haar man, Wim Louer. In 1987 deed ze daarover voor de tv het volgende verhaal: "We zaten in het centrum van Mexico-City en daar was het heel druk. Veel benzinelucht en zo. Ik voelde me op zeker moment helemaal niet goed. Daarom ben ik toen naar de arts gestapt die ons begeleidde. Door de inhoud van het gesprek vond hij het wenselijk met mij naar de afdeling gynaecologie van het Olympisch Dorp te gaan. Normaal klinkt dat als muziek in de oren, want dat vind ik nog steeds iets geweldigs. Maar op dat moment vond ik het afschuwelijk. Ik was gekomen om deel te nemen aan de Olympische Spelen en dat wilde ik tot een einde brengen. Daar is het toen niet van gekomen. Maar ik heb achteraf geen spijt gehad van mijn besluit om niet op de Spelen uit te komen. Als ik nu naar mijn zoon kijk dan denk ik: dat is mijn gouden medaille geworden."
Hierdoor nam ze geen deel aan deze Olympische Spelen en het luidde tevens het einde van haar atletiekloopbaan in.

## Kampioenschappen

### Internationale kampioenschappen
| Onderdeel | Titel              | Jaar |
| --------- | ------------------ | ---- |
| vijfkamp  | Roemeens kampioene | 1963 |

### Nederlandse kampioenschappen
| Onderdeel   | Jaar                   |
| ----------- | ---------------------- |
| 200 m       | 1964                   |
| 80 m horden | 1962, 1963, 1964, 1965 |
| vijfkamp    | 1963                   |

## Persoonlijke records
| Onderdeel   | Prestatie      | Datum             | Plaats     |
| ----------- | -------------- | ----------------- | ---------- |
| 100 m       | 11,9 s         | 10 september 1966 | Oisterwijk |
| 200 m       | 24,3 s         | 15 augustus 1965  | Groningen  |
| 400 m       | 53,2 s (ex-NR) | 24 augustus 1968  | Londen     |
| 80 m horden | 10,8 s (ex-NR) | 22 augustus 1964  | Beverwijk  |
| verspringen | 6,07 m         | 3 augustus 1964   | Haarlem    |
| vijfkamp    | 4534 p         | 1964              |            |

## Onderscheidingen
- KNAU-jeugdatlete van het jaar (Fanny Blankers-Koen plaquette) - 1959
- KNAU-atlete van het jaar - 1963